# Municipio Ostia Antica

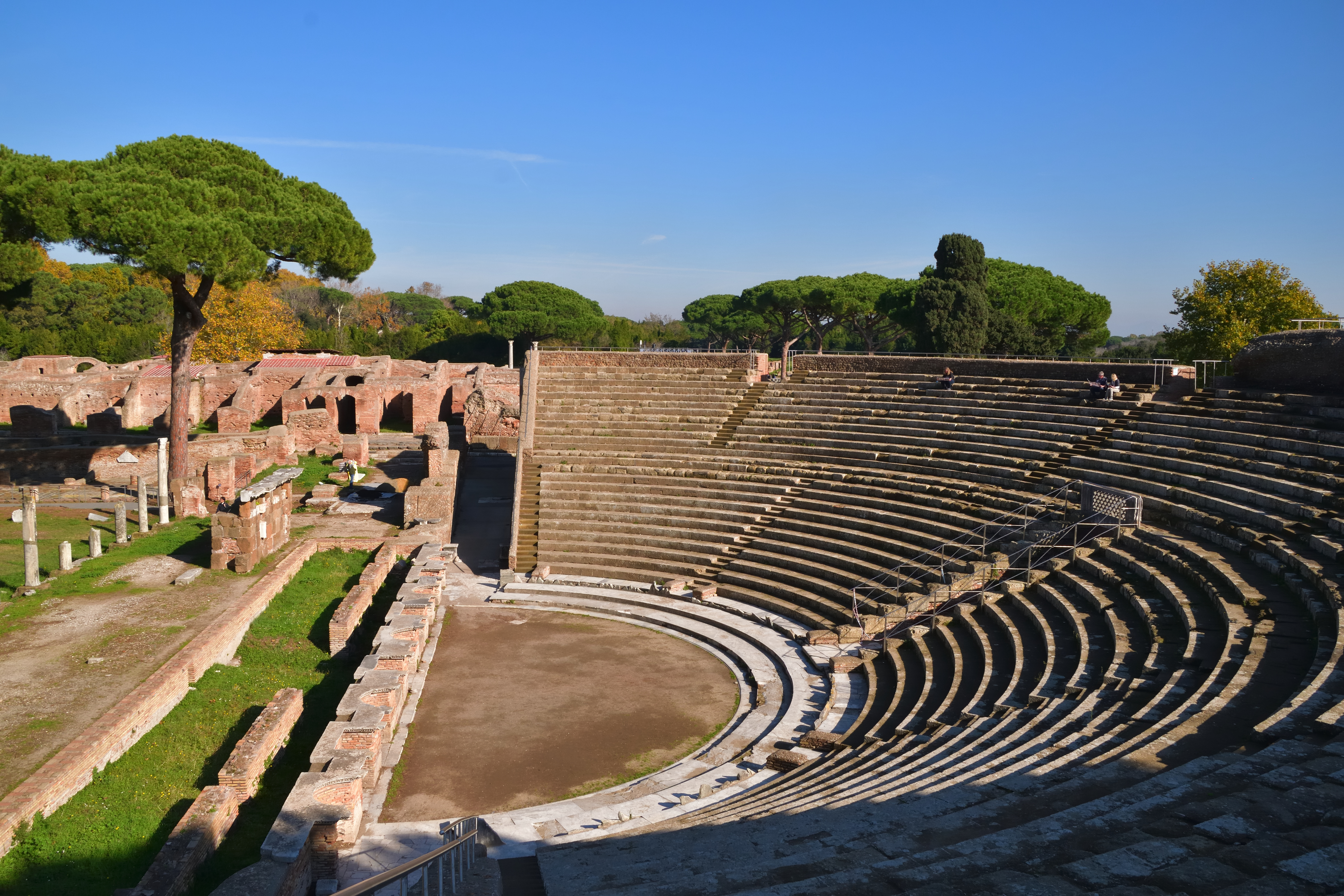
Teatro de Ostia.

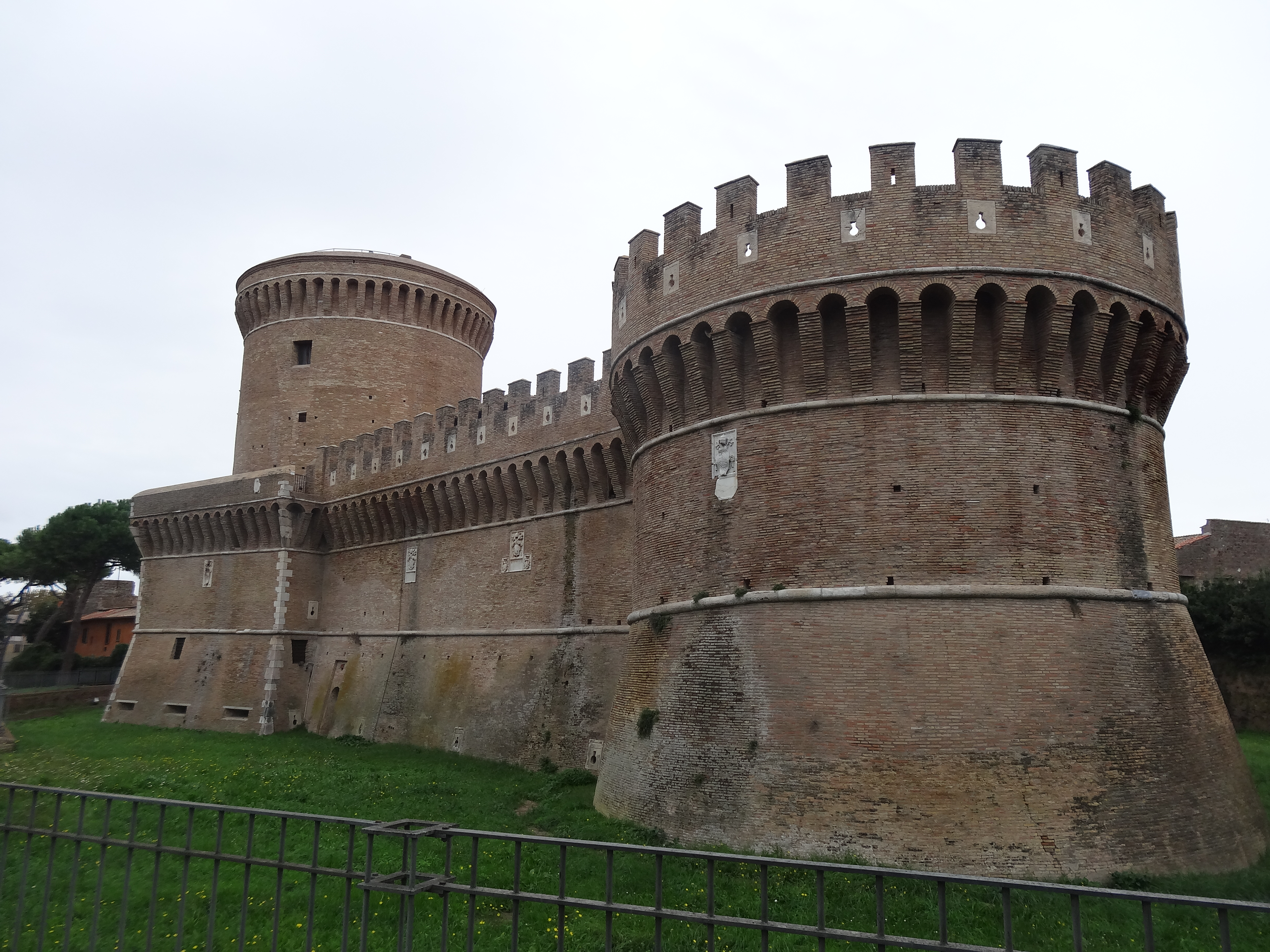
El Castillo de Julio II

Ostia Antica es un término municipal del Ayuntamiento de Roma, Italia, a 5 kilómetros de la costa. Se trata de un municipio distinto a Ostia Lido.

## Historia
Bajo el Imperio Romano, Ostia Antica llegó a tener cerca de 75.000 habitantes durante el siglo II y siglo III a. C. Durante el Imperio de Constantino I el Grande entró en una lenta decadencia; cuyo deterioro fue mencionado por Agustín de Hipona a su paso por Ostia Antica en el siglo IV d. C.. Su madre, Mónica de Hipona, murió en una posada de aquí. El poeta Claudio Rutilio Namaciano también informó de la falta de mantenimiento de la ciudad en el año 414 d. C. Ostia se convirtió en sede episcopal en el siglo III d. C. gracias a la iglesia de Santa Aurea construida sobre la tumba de Santa Mónica.
Durante los siglos posteriores, Ostia perdió su esplendor aunque permaneció como vía de acceso marítimo para los visitantes de Roma. Los piratas Sarracenos eran una fuente de preocupación frecuente; la Batalla naval de Ostia se libró en las costas en el año 849. El Gregorio IV fortificó la ciudad y la rebautizó como Gregoriopolis. En esos tiempos, el cambiante curso del río Tíber no desembocaba en el antiguo puerto, y la ciudad sirvió para dar refugio a los trabajadores de las centrales de sal más próximas. Fue asediada en 1494 durante la guerra italiana.
A finales del siglo XV, el arzobispo Giuliano della Rovere (posteriormente conocido como Julio II) ordenó la reconstrucción de la iglesia principal así como de las murallas, bajo la dirección del arquitecto Baccio Pontelli. El Castillo de Julio II, construido durante ese periodo, sigue siendo una de las características más destacadas de la actual ciudad. Muy dañado durante el asedio y toma de Ostia, por el Duque de Alba durante la guerra italiana de 1551-1559. Al año siguiente en 1557 es abandonado tras una inundación provocada por el Tíber, la cual sumergió el foso y lo convirtió en un pantano.
El Castillo y la ciudad fueron vueltos a restaurar en el siglo XX.

## En la cultura popular
- Ostia aparece en las novelas Yo, Claudio y Claudio, el dios, y su esposa Mesalina, escritas por el novelista británico Robert Graves. En la novela se narran escenas sucedidas en Ostia desde el Imperio de César Augusto al de Claudio, incluyendo el exilio de Agripa a Siria (Italia) y la reconstrucción de la Bahía de Claudio. En la serie televisiva de 1976, Ostia Antica es nombrada en numerosas ocasiones pero nunca aparece.

- Ostia aparece brevemente hacia el final del capítulo del Imperio Romano del largometraje de 1981 La loca historia del mundo, donde los personajes principales navegan en un galeón (con el logotipo de El Al) hacia Judea. En la película, sin embargo, Osta es citada únicamente como “El puerto”.
- En 1961 se descubrieron los restos de la sinagoga de Ostia Antica.